# Eidson Road, Texas
Eidson Road, Texas (енгл. Eidson Road) насељено је место без административног статуса у америчкој савезној држави Тексас.

## Демографија
По попису из 2010. године број становника је 8.960, што је 388 (-4,2%) становника мање него 2000. године.
| Група             | 2000.         | 2010.         |
| Белци             | 114 (1,2%)    | 42 (0,5%)     |
| Афроамериканци    | 36 (0,4%)     | 9 (0,1%)      |
| Азијати           | 4 (0,0%)      | 2 (0,0%)      |
| Хиспаноамериканци | 9.202 (98,4%) | 8.864 (98,9%) |
| Укупно            | 9.348         | 8.960         |